# Hylozoism
Hylozoism är uppfattningen att all materia i någon mening är levande. Begreppet går tillbaka på försokratisk filosofi, och introducerades i engelskan av Ralph Cudworth 1678. Ordet är bildat av de grekiska orden ὕλη ("trä", "materia") och ζωή ("liv").
Hylozismen skiljer sig från panpsykismen genom att den inte nödvändigtvis hävdar att materia är medveten. "Liv" förstås istället i en mer begränsad mening. Uppfattningen företräddes under antiken av bland andra Thales, Anaximenes och Herakleitos, som alla menade att materien i vissa avseenden var levande. Uppfattningen togs upp igen under renässansen, och spelar en viss roll hos exempelvis Spinoza. 
I modern tid har teorin fått ett flertal företrädare, i begränsad form inom fackfilosofin och naturvetenskapen, men främst inom mystiska och nyreligiösa rörelser. Ernst Haeckel formulerade 1899 en materialistisk version av teorin, där han härledde både materiella och medvetna verkningar från samma typ av orsaker. Fysikern Thomas G. Brophy har, utanför sitt arbete som forskare, utvecklat en mer radikal teori, som bland annat hävdar att universum måste vara levande och medvetet.
Inom teosofin är uppfattningen central och har där utvecklats i bland annat Helena Blavatskys och Alice Baileys skrifter.
I Sverige har den svenske författaren och esoterikern Henry T. Laurency och hans stiftelseförvaltare Lars Adelskogh formulerat en egen filosofi utifrån Blavatskys tankar och publicerat ett flertal omfattande skrifter som behandlar världsalltet utifrån ett hylozoik-perspektiv.